# Nina Sky
Nina Sky je američki ženski R&B duo sastavljen od dvije sestre blizanke: Nicole i Natalie Albino (rođene 13. ožujka 1984., Puerto Rico). Sastav je najpoznatiji po svojem debitanskom singlu "Move Ya Body" s njihovog debitanskog albuma Nina Sky (2004.). Singl je debitirao na broj 4 američke top ljestvice Billboard Hot 100. Poznate su po suradnjama s mnogim izvođačma kao što su Pitbull, Rick Ross, Major Lazer i Smoke DZA.

## Povijest sastava
Nicole i Natalie rođene su 13. ožujka 1984. godine u Portoriku. Natalie je malo starija od Nicole. Kad su blizanke bile jako male, obitelj se preselila u New York City, te im se roditelji ubrzo razvode. Kako je njihov očuh radio kao DJ, blizanke su bile inspirirane raznim žanrovima glazbe već u maloj dobi. Sa sedam godina napisale su svoju prvu pjesmu. Pjesma je imala jednostavan naziv: "Sisters". Tri godine kasnije, s deset godina, već su znale što žele biti kad narastu - glazbenice. Taj im se san i ostvario - s 13 godina naučile su svirati, a ubrzo su i upoznale producenta pod imenom The Jettsonz, koji je kasnije i producirao njihov debitanski album. S 15 godina su već svirale po raznim klubovima, pisale pjesme te ih snimale u studiju. Kasnije same i odabiru svoje umjetničko ime: Nina Sky (Ni od Nicole, Na od Natalie, a Sky je životna inspiracija (Sky's the limit, što znaći Nebo je granica). 2003. The Jettsonz upoznaje Nina Sky s Luisom Diazom, glazbenikom poznatijim pod imenom Cipha Sounds. 18. ožujka 2004. prvi put nastupaju uživo pod imenom Nina Sky. 27. travnja 2004. izdaju svoj prvi singl, "Move Ya Body". Pjesma je imala ogroman svjetski upspjeh, debitiravši prvo na broj 4 pa na 17 na Billboard Hot 100 ljestvici. Do 17. srpnja, pjesma je pošla na top pet na obje strane Atlantika. Skupa sa singlom, kao B-strana izdana je nova pjesma "In a Dream", koja je imala solidan uspjeh. 29. lipnja 2004., izdan je njihov debitanski album Nina Sky. Album je imao vrlo dobar uspjeh, debitirao je na broj 44 na Billboard 200, te na broj 4 na U.S. R&B. 13. siječnja 2005. izdan je i njihov drugi singl "Turnin' Me On". Pjesma nije imala isti uspjeh kao Move Ya Body, no debitirala je na broj pet na Bubbling Under Hot 100. Kasnije je album debitirao na broj 21 na Billboardovoj top ljestvici Top R&B/Hip-Hop Albums. 2004. surađivale su s reperom N.O.R.E.-om na njegovom hit-singlu "Oye Mi Canto", te s The Alchemistom na njegovom singlu Hold You Down. 25. listopada 2005. izdaju svoj drugi miksani album naziva La Conexión. Album je ponudio singl "Ladies Night" (feat. Ivy Queen). U kolovozu 2006. blizanke su se pojavile na naslovnici časopisa FADER, zajedno s Rickom Rossom, s kojim su kasnije surađivale. 
Sredinom 2007. Nina Sky napuštaju Universal, te potpisuju ugovor s Polo Grounds / J Records. Iste godine, najavljuju drugi studijski album, naziva The Musical, za 27. srpnja, no album nikad nije ugledao svijetlo dana. Razlog su bile nesuglasice Nicole i Natalie s Bryanom Leachem, predsjednikom Polo Groundsa. 2008. surađuju s Kenzom Farah, J. Holidayem i drugima, te izdaju svoj prvi blagdanski album "Christmas". U kolovozu 2008. izdaju svoj singl "Curtain Call", u kojem gostuje Rick Ross. Singl nije bio jako uspješan: debitirao je samo na dvije ljestvice (broj 35 na Rhythmic Top 40 i broj 79 na Hot R&B/Hip-Hop Songs). 2009. izdale su dva također slabo uspješna singla i spota: "On Some Bullsh*t" i "Beautiful People". Prijašnje svađe postaju sve veće i veće, pa su na svom Twitter profilu u ožujku 2010. pozvale u pomoć fanove: Danas započinjemo novu kampanju: Nina Sky ne igra polo. MJESECIMA imamo gotov album, spreman za izdavanje. Želite li znati što se STVARNO događa? Ništa [i] to je problem. Objavile smo [dva] spota i singla bez podrške naše diskografske kuće. OK... Ostale smo pozitivne... Nakon nekoliko mjeseci bez pomicanja, tražile smo da nas izbace i opet ništa. Predsjednik diskografske kuće, Bryan Leach, nam se ne javlja. Na albumu su radile još od 2005. kada se zvao The Musical, a 2009. su ga preimenovale u Starting Today. 2010. snimaju svoj potpuno novi album, EP nazvan The Other Side. Iste godine je i Nicole izjavila kako je lezbijka, te udana za modnu dizajnericu Erin Magee, s kojom je bila u vezi 2009. 3. kolovoza, album (The Other Side) je izdan digitalno za download. EP je objavljen bez Polo Groundsa, iako su tek 2012. izbačene iz te producentske kuće. Album sadrži dvije obrade: "You Ain't Got It (Funk That)", obradu Sagatove pjesme "Funk Dat", te obrada top-10 hita grupe The Cure "Love Song". 2011. surađuju s elektropop sastavom CREEP, na njhovoj pjesmi "You". Kasnije 2011. počinju raditi na novom albumu. 2012. Nina Sky izdaju novi singl "Day Dreaming". 14. lipnja izdaju novi singl "Heartbeat". Mjesec kasnije, 27. srpnja izdan je spot. Četiri dana kasnije, 31. srpnja, izdan je njihov drugi studijski album Nicole and Natalie, također izdan digitalno i bez producentske kuće. Album je sadržavao osam pjesama od kojih su skinuta tri singla. Pjesma "Comatose" je izdana kao treći i zadnji singl s albuma. Prvi put je izdana u promotivnom izdanju 26. lipnja, a u studenom je izdan i spot, koji je njihov najneuspješniji spot. Od 2012. do 2014. grupa je bila bez producentske kuće. 2013. izdaju novi singl Overtime, te počinju raditi na novom albumu. 9. ožujka Natalie je rodila sina Maxa. 29. ožujka Nicole je izdala prvo solo izdanje, mixtape moderno nazvan "#Currently, Vol.1". 18. travnja izdaju još jedan novi singl, Stoners. U pjesmi gostuje reper Smoke Dza. U svibnju najavljuju spot za singl. 11. lipnja, na Facebook i druge društvene mreže su stavile nekoliko slika sa snimanja spota. 4. srpnja (američki Dan neovisnosti), izdan je "snippet", tj. iscjećak novog spota. 25. srpnja, na YouTube su objavile službeni spot Stoners. U spotu Nicole i Natalie plešu, pjevaju, sjede na fontani, snimaju se u ulici sa Smokeom itd. U kolovozu 2014. na internetu su se proširile glasine da je grupa potpisala ugovor s diskografskom kućom Epic Records.

## Diskografija
- Nina Sky (2004.)
- The Other Side EP (2010.)
- Nicole and Natalie (2012.)

## Vanjske poveznice
- Službena stranica
- Profil na MTV-u  Arhivirana inačica izvorne stranice od 8. listopada 2008. (Wayback Machine)